# A Ninfa do Zêzere
A Ninfa do Zêzere foi um jornal de periodicidade semanal, que publicou o seu primeiro número a 12 de Março de 1897 na Sertã.
O jornal caracterizava-se por dar grande destaque à publicação de folhetins, poemas e artigos de reflexão sobre matérias de carácter nacional e internacional, reservando quase sempre uma das suas quatro páginas para a divulgação de notícias regionais e locais.
Na primeira edição, mereceram destaque a actuação do Grupo Dramático Certaginense, que levou à cena no Theatro Avenida a peça «Uma Lição para Noivos», e as comemorações do Carnaval que, segundo este periódico, “esteve pouco animado (…) faltando-lhe o enthusiasmo d’outros tempos”.